# Мертві брижі

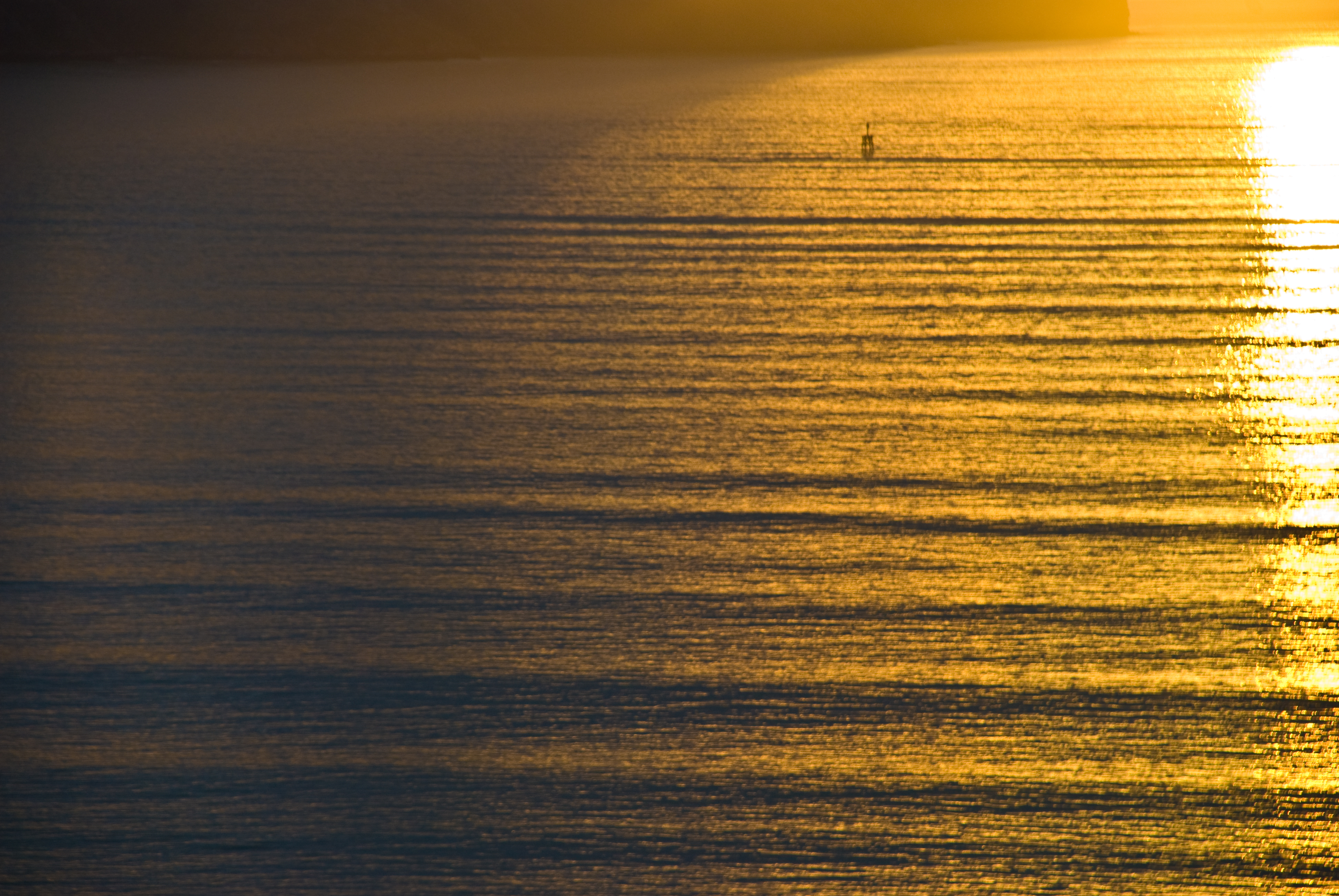
Мертві брижі в океані поблизу берегів Нової Зеландії

Мертві брижі — пологі морські хвилі, що утворюються в безвітряну погоду і поширюються на великі простори — довгі, пологі морські хвилі, що утворюються з вітрових хвиль, коли вони полишають зону дії вітру. Такі коливання океанічної поверхні можуть поширюватись на великі простори. Довжина хвиль морських мербвих брижів може сягати 400 м, а висота — до 15 м.